# Еврейское счастье (фильм, 1925)
«Евре́йское сча́стье» — немой фильм, снятый в СССР в 1925 году по мотивам рассказов Шолом-Алейхема. Первоначальное название фильма — «Менахем-Мендл».
В 2013 году фильм демонстрировался в Украине и в Польше в живом музыкальном сопровождении киевской группы «Пушкин Клезмер Бенд». Автором саундтрека был руководитель оркестра Митя Герасимов.

## Сюжет
Имя главного героя — Менахем-Мендл.
Кинокартина описывает положение еврейской бедноты, загнанной царским режимом за черту еврейской оседлости.

## В ролях
В ролях заняты актёры Еврейского камерного театра (б. ГОСЕТ)
- Соломон Михоэлс — Менахем-Мендл
- Илья Рогалер — Ушер, сват (в титрах — Рагалер)
- Александр Эпштейн — Иоселе, сын Менделя
- Тамара Адельгейм — Бейла, дочь Кимбака
- Моисей Гольдблат — Залман
- Тевье Хазак — Мойша Кимбак, богач
- Ида Абрагам — жена Кимбака
- Иосиф Шидло — Клячкин
- Рахиль Именитова — жена Клячкина
- Михел Цалевич Лошак — Мотеле
- Любовь Ром — эпизод (нет в титрах)
- Вениамин Зускин — пассажир (нет в титрах)

## Съемочная группа
- Режиссёр — Алексей Грановский
- Авторы сценария — Григорий Гричер-Чериковер, Исаак Тенеромо, Борис Леонидов
- Автор титров — Исаак Бабель
- Художник-постановщик — Натан Альтман
- Операторы — Эдуард Тиссэ, В. Хватов, Н. Струков
- Композитор — Лейб Пульвер